# Stade de l’Amitié
Stade de l'Amitié (lub Friendship Stadium) – wielofunkcyjny stadion w Kotonu, w Beninie. Jest obecnie używany do meczów piłki nożnej, a także posiada obiekty dla lekkoatletyki. Stadion ma pojemność 35 000 osób.